# W. P. Kellino
William Philip Kellino Gislingham (1874, Londres, Inglaterra – 31 de dezembro de 1957, Londres, Inglaterra) foi um diretor de cinema britânico. Seu filho, Roy Kellino, foi um diretor de fotografia.

## Filmografia selecionada
- The Green Terror (1919)
- Alf's Button (1920)
- The Fordington Twins (1920)
- The Fall of a Saint (1920)
- Saved from the Sea (1920)
- The Autumn of Pride (1921)
- Rob Roy (1922)
- The Mating of Marcus (1926)
- Sailors Don't Care (1928)
- Smashing Through (1929)
- Alf's Carpet (1929)
- Alf's Button (1930)
- Who Killed Doc Robin? (1931)
- The Poisoned Diamond (1934)
- Royal Cavalcade (1935)